# Maciej Szpunar
Maciej Aleksander Szpunar (Krakkó, 1971 –) lengyel jogász, 2013. október 23-tól az Európai Unió Bírósága főtanácsnoka.

## Életpályája
A Sziléziai Egyetemen és a brugge-i College of Europe-ban szerzett jogi diplomát; jogi doktorátust szerzett 2000-ben, majd a jogtudományok habilitált doktora lett 2009-ben. 2013-ban egyetemi tanár lett a jogtudományok területén.
Vendégkutató volt 1998-ban  a cambridge-i Jesus College-ban, 1999-ben a Liège-i Egyetemen, majd 2003-ban a firenzei Európai Egyetemi Intézetben. 2001 és 2008 között ügyvédi gyakorlatot folytatott. Ezzel egyidejűleg a lengyel igazságügyminiszter melletti magánjogi kodifikációs bizottság nemzetközi magánjogi csoportjának tagja volt. 2008-ban a Trieri Európai Jogi Akadémia Tudományos Tanácsának tagja lett. Részt vett a közösségi magánjogi kutatócsoport („Acquis Group")munkájában. Ezután 2008 - 2009-ben az európai integrációs bizottság hivatalának helyettes államtitkára (2008-2009), majd 2010 és 2013 között a lengyel Külügyminisztérium helyettes államtitkáraként dolgozott. Számos ügyben a lengyel kormány meghatalmazottjaként járt el az Európai Unió igazságszolgáltatási fórumai előtt.
2013. október 23-től az Európai Bíróság főtanácsnoka.
Több jogi folyóirat szerkesztőbizottságának tagja. Számos európai jogi és nemzetközi magánjogi kiadvány szerzője.

## Díjai, elismerései
- Lengyelország Újjászületése érdemrend (2013)

## Művei
- Członkostwo Polski w Unii Europejskiej a polski system prawny, PSPE, Warszawa 2003.
- Odpowiedzialność podmiotu prywatnego z tytułu naruszenia prawa wspólnotowego, Wolters Kluwer Polska, Warszawa 2008.
- Postępowanie przed Trybunałem Sprawiedliwości i Sądem Pierwszej Instancji Wspólnot Europejskich (társszerző), Wolters Kluwer Polska, Warszawa 2007.
- Prawo europejskie (társszerző), C.H. Beck, Warszawa 2002.
- Prawo Unii Europejskiej. Testy, kazusy, tablice (współautor), C.H. Beck, Warszawa 2004.
- Rozprawy z prawa prywatnego. Księga jubileuszowa dedykowana Profesorowi Wojciechowi Popiołkowi (szerk. Ewa Rott-Pietrzykkel és Moniką Jagielskával együtt), Wolters Kluwer, Warszawa 2017, ISBN 978-83-8107-747-7.